# Hipposideros scutinares
Hipposideros scutinares (Robinson, Jenkins, Francis, & Fulford, 2003) è un pipistrello della famiglia degli Ipposideridi diffuso in Indocina.

## Descrizione

### Dimensioni
Pipistrello di grandi dimensioni, con la lunghezza dell'avambraccio tra 78 e 83 mm, la lunghezza della coda tra 50 e 59 mm, la lunghezza delle orecchie tra 28 e 30 mm e un peso fino a 42 g.

### Aspetto
Le parti dorsali sono brunastre, con la base dei peli dall'arancione al marrone e la porzione centrale giallo-brunastra, mentre le parti ventrali sono giallo-brunastre con la base dei peli rosso-brunastra. Le orecchie sono grandi, larghe, con una concavità sul bordo posteriore appena sotto l'estremità smussata e ricoperte di peli alla base. La foglia nasale presenta una porzione anteriore con un incavo al centro del bordo inferiore e due fogliette supplementari su ogni lato, una porzione posteriore bassa con un grosso scudo carnoso dietro di essa provvisto di un profondo incavo al centro, più sviluppato nei maschi e meno nelle femmine e negli esemplari più giovani. È presente una sacca frontale. La coda è lunga e si estende leggermente oltre l'ampio uropatagio. 

### Ecolocazione
Emette ultrasuoni ad alto ciclo di lavoro sotto forma di impulsi a frequenza costante di 63,6 kHz.

## Biologia

### Comportamento
Si rifugia all'interno di grotte calcaree.

### Alimentazione
Si nutre di insetti.

## Distribuzione e habitat
Questa specie è diffusa nel Vietnam e nel Laos centrali.
Vive nelle foreste sempreverdi a circa 160 metri di altitudine.

## Conservazione
La IUCN Red List, considerato che la popolazione potrebbe essere costituita da meno di 10.000 individui e che potrebbe essere soggetta ad un declino di circa il 10% nei prossimi 10 anni, classifica H.scutinares come specie vulnerabile (VU).